# Самуел Инкоом
Самуел Инкоом (на английски: Samuel Inkoom) е ганайски футболист, защитник на ФК Дунав (Русе) и националния отбор по футбол на Гана.
През 2009 г. е привлечен в състава на ФК Базел, с който печели Швейцарската Суперлига и Суперкупата на Швейцария.
През 2011 г. се присъединява към отбора на ФК Днипро.
За кратък период играе под наем в СК Бастия и ПАЕ Платаниас, а между 2014 г. и 2016 г. се състезава за отборите на Ди Си Юнайтед, Боавища и Анталияспор.
През зимата на 2017 г. подписва договор с ФК Верея (Стара Загора), а през лятото на 2019 г. преминава в състава на ФК Дунав (Русе).

## Успехи
Асанте Котоко
- Ганайска Премиер Лига : 2007/08

ФК Базел
- Швейцарска Суперлига : 2009/10
- Купа на Швейцария : 2009/10